# Crenocrassatella sowerbyi
Crenocrassatella sowerbyi is een tweekleppigensoort uit de familie van de Crassatellidae. De wetenschappelijke naam van de soort is voor het eerst geldig gepubliceerd in 1917 door Lamy.